# رفعت العریر
رفعت العرعیر (زاده ۲۳ سپتامبر ۱۹۷۹ - درگذشته ۶ دسامبر ۲۰۲۳) نویسنده، شاعر، استاد دانشگاه و فعال برجسته فلسطینی ساکن در نوار غزه بود.
العرعیر در شهر غزه در سال ۱۹۷۹ در جریان اشغال نوار غزه توسط اسرائیل به دنیا آمد، که به گفته او معمولاً بر هر حرکت و تصمیمی که می گرفت تأثیر منفی می گذاشت. العرعیر در سال ۲۰۰۱ مدرک لیسانس زبان انگلیسی را از دانشگاه اسلامی غزه و مدرک کارشناسی ارشد را از دانشگاه کالج لندن در سال ۲۰۰۷ دریافت کرد. او مدرک دکتری در رشته ادبیات انگلیسی از دانشگاه پوترا مالزی در سال ۲۰۱۷ دریافت کرد. موضوع پایان نامه وی در این مقطع در مورد جان دان بود.
او ادبیات و نویسندگی خلاقانه را در دانشگاه اسلامی غزه تدریس می‌کرد. العرعیر سازمان «ما عدد نیستیم (ما آمار نیستیم)» را تأسیس کرد. این سازمان نویسندگان جوان غزه را به نویسندگان با تجربه مرتبط می ساخت و قدرت روایت را به عنوان ابزار مقاومت ترویج می‌ کرد.
در ۶ دسامبر ۲۰۲۳، العرعیر در حمله هوایی اسرائیل به همراه برادر، خواهر و سه فرزندش در جریان تهاجم اسرائیل به نوار غزه در سال ۲۰۲۳ کشته شد. در بیانیه دیده بان حقوق بشر اروپا-مدیترانه تاکید شده است که العرعیر عمداً هدف قرار گرفته است.

## سال‌های اولیه زندگی و تحصیلات
رفعت العرعیر در ۲۳ سپتامبر ۱۹۷۹ در شجاعیه در شهر غزه به دنیا آمد. او معتقد بود که رشد کردن در غزه به این معناست که «هر حرکتی که انجام دادم و هر تصمیمی که گرفتم تحت تأثیر (معمولاً منفی) اشغال اسرائیل بود». العرعیر در سال ۲۰۰۱ مدرک لیسانس زبان انگلیسی را از دانشگاه اسلامی غزه و مدرک کارشناسی ارشد را از دانشگاه کالج لندن در سال ۲۰۰۷ دریافت کرد. او مدرک دکتری در رشته ادبیات انگلیسی از دانشگاه پوترا مالزی در سال ۲۰۱۷ دریافت کرد. موضوع پایان نامه وی در این مقطع در مورد جان دان بود.

## حرفه
العرعیر ویراستار کتاب «غزه می‌نویسد»، مجموعه‌ روایت‌های کوتاه از نویسندگان جوان غزه، است که در سال ۲۰۱۴ به چاپ رسید. او در سال ۲۰۱۵ به همراه لیلا الحداد کتاب «پایان سکوت غزه» را ویرایش کرد. العرعیر در مصاحبه ای اظهار داشت: «غزه می‌نویسد تلاشی برای ارائه شاهدی برای نسل‌های آینده بود».
در سال ۲۰۰۷، العرعیر استاد دانشگاه اسلامی غزه شد وی در این دانشگاه ادبیات جهان و نویسندگی خلاق را تدریس کرد.
یهودا امیحای شاعر اسرائیلی این قبیل اقدامات وی را زیبا اما خطرناک نامید.
او یکی از بنیانگذاران سازمان  «ما عدد نیستیم (ما آمار نیستیم)» بود. این سازمان نویسندگان جوان غزه را به نویسندگان با تجربه مرتبط می ساخت و قدرت روایت را به عنوان ابزار مقاومت ترویج می‌ کرد.
در جریان بحران اسرائیل و فلسطین در سال ۲۰۲۱، او در روزنامه نیویورک تایمز در مورد جنگی که در نوار غزه رخ داد، نوشت و متن خود را با گفت‌وگو با دختر ۸ ساله‌اش لینا اینگونه پایان داد:

روز سه‌شنبه، لینا بعد از سوال همسرم، دوباره سؤالش را پرسید و من بار اول جواب ندادم: اگر برق قطع شود، می‌توانند ساختمان ما را خراب کنند؟ می‌خواستم بگویم: «بله، لینا کوچولو، اسرائیل هنوز هم می‌تواند ساختمان زیبای الجوهره یا هر یک از ساختمان‌های ما را حتی در تاریکی تخریب کند. خانه های هر یک از ما پر از قصه ها و داستان هایی است که باید گفت. خانه‌های ما ماشین جنگی اسرائیل را آزار می‌دهند، آنها را مسخره می‌کنند، (اسرائیل) حتی در تاریکی هم آن را تعقیب می‌کنند. (اسرائیل) نمی تواند وجود آنها را تحمل کند و با وجود دلارهای مالیات دهندگان امریکایی و مصونیت بین‌المللی، اسرائیل احتمالاً ساختمان‌های ما را تا زمانی که چیزی باقی نماند تخریب خواهد کرد.» اما من نمی توانم هیچ یک از اینها را به لینا بگویم. بنابراین دروغ می گویم: "نه عزیزم. آنها نمی توانند ما را در تاریکی ببینند.»
در طول جنگ ۲۰۲۳ اسرائیل و حماس، العرعیر در دموکراسی نو!، بی‌بی‌سی و ABC News حضور داشت. او پس از حمله حماس به اسرائیل در هفتم اکتبر، این حمله را «مشروع و اخلاقی» توصیف کرد و گفت که حمله حماس مانند «شورش در محله یهودیان در ورشو» بوده است.
او همچنین اتهامات در مورد حماس مبنی بر دست زدن به خشونت جنسی در حمله ۷ اکتبر را رد کرد و آن را دروغ هایی دانست که برای "توجیه نسل کشی غزه" استفاده شده است.

اسرائیلی‌ها العرعیر را فردی می‌دانند که مکرراً از دیدگاه‌های نفرت‌انگیز نسبت به اسرائیل و اسرائیلی‌ها حمایت می‌کرد، از جمله اسرائیل را با آلمان نازی مقایسه می‌کرد. او در پاسخ به این ادعا که حماس نوزادی را با قرار دادن در اجاق کشته است در توییتر پاسخ «با یا بدون بیکینگ پودر» را نوشت. بعدها ثابت شد که این ادعا از اساس نادرست است. نیویورک تایمز گزارش داد که اظهارات رفعت منعکس کننده خشم او از اسرائیل است که با کشته شدن برادرش در حمله هوایی اسرائیل در طول جنگ ۲۰۱۴ تشدید شد. بر اساس این گزارش محاصره غزه توسط اسرائیل مانع از تحصیل و تدریس وی در سایر دانشگاه ها شده است.

## زندگی شخصی
العرعیر و همسرش شش فرزند داشتند. برادر او، حماده، و همچنین پدربزرگ، برادر، خواهر، و سه خواهرزاده همسرش نصیبه در طول جنگ غزه در سال ۲۰۱۴ در جریان بمباران اسرائیل کشته شدند. اسرائیل در مجموع بیش از ۳۰ نفر از بستگان العرعیر و همسرش را کشته است. در طول بحران ۲۰۲۱ اسرائیل و فلسطین، العرعیر در نیویورک تایمز مقاله‌ای نوشت و اثرات آن را بر فرزندانش توصیف کرد.

## مرگ
رفعت العرعیر در حدود ساعت ۱۸:۰۰ روز ۶ دسامبر ۲۰۲۳ در جریان حمله هوایی اسرائیل کشته شد. او ۴۴ سال داشت. برادرش صلاح به همراه پسرش محمد و خواهرش اسماء با سه فرزندش (علاء، یحیی و محمد) نیز از جمله کسانی بودند که در این حمله هوایی کشته شدند.
دیده بان حقوق بشر اروپا-مدیترانه بیانیه‌ای منتشر کرد و تاکید کرد که العرعیر عمداً هدف قرار گرفته است. 
این حمله پس از هفته‌ها تهدید رفعت العرعیر به صورت آنلاین و تلفنی از حساب‌های اسرائیلی رخ داد."
در گزارش دیده بان حقوق بشر اروپا-مدیترانه آمده است که العرعیر قبل از مرگ به همراه همسر و فرزندانش در یکی از مدارس آنروا در غزه پناه گرفته بود. به دنبال یک تماس تلفنی وی تهدیدی دریافت کرد مبنی بر اینکه مدرسه محل سکونت وی شناسایی شده است. این امر باعث شد که العرعیر از مدرسه خارج شود و به آپارتمان خواهرش نقل مکان کند.
العرعیر در آخرین مصاحبه خود قبل از مرگ، در حالی که صدای انفجار ناشی از بمب‌های اسرائیلی در آن به گوش می رسید، گفت که شهروندان غزه احساس تنهایی می‌کنند. وی ادامه داد در حالی که هیچ سلاحی ندارد، اگر ارتش اسرائیل به خانه‌اش بیاید از خود دفاع خواهد کرد.
من یک دانشگاهی هستم و محکم‌ترین چیزی که در خانه دارم همین قلم است و اگر سربازان اسرائیل بخواهند خانه من را تصرف کنند و هیچ کار دیگری نتوانم انجام دهم همین  قلم را به سوی آنها پرتاب می‌کنم.
شعر او، اگر من باید بمیرم، پس از قتل او به طور گسترده منتشر شد و توسط فعالان به ده ها زبان ترجمه شد:
اگر قرار است بمیرم
تو باید زندگی کنی تا داستان مرا بگویی
تا درد مرا بگویی
تا یک تکه پارچه و مقداری نخ بخری
آن را سفید کن و دنباله بلندی برای آن بگذار
تا کودکی از جایی در غزه
در حالی که به بهشت می‌نگرد
و منتظر پدرش است که در آتش رفته
و از او خداحافظی نکرده
حتی از جسمش.
حتی از خودش
بادبادک را ببیند بادبادک من که تو درستش کردی، در حالی که بالا می‌رود
و به لحظه‌ای فکر کند که فرشته‌ای برای بازگرداندن عشق آنجاست
اگر من باید بمیریم
بگذار او امید بیاورد
بگذار یک داستان شود

## اظهارنظرها در مورد العرعیر
رامی عبدو، بنیانگذار دیده بان حقوق بشر اروپا-مدیترانه، گفت: سربازان اسرائیلی "صدای غزه را که یکی از بهترین دانشگاهیان آن بود، یک انسان، دوست عزیز و گرانقدر من را هدف قرار دادند، دنبال کردند و کشتند."
مصعب ابوطه شاعر فلسطینی نوشته است: «دلم شکست، دوست و همکارم رفعت العرعیر با خانواده اش کشته شد».
سامی امین العریان استاد فلسطینی-آمریکایی خاطرنشان کرد: "او شاعری شگفت‌انگیز، صدایی رسا برای غزه‌ها و پلی واقعی برای مردم به خارج از فلسطین بود."